# Ingersleben
Ingersleben est une commune allemande de l'arrondissement de la Börde, Land de Saxe-Anhalt.

## Géographie
Ingersleben se situe au nord de la Magdeburger Börde. Le terrain va vers le sud-ouest jusqu'à la vallée de l'Aller. Ingersleben se situe sur la frontière avec la Basse-Saxe.
La commune comprend Alleringersleben, Eimersleben, Morsleben et Ostingersleben.
|           | Beendorf                | Erxleben  |
| Helmstedt | Ingersleben             |           |
| Harbke    | Wefensleben Sommersdorf | Ummendorf |

Ingersleben se trouve sur la Bundesstraße 1.

## Histoire
Ingersleben est mentionné pour la première fois en 1111 sous le nom d'Ingressleben.
Le centre de stockage de Morsleben ouvre en 1971.
En janvier 2010, Alleringersleben, Eimersleben, Morsleben et Ostingersleben fusionnent pour créer la nouvelle commune d'Ingersleben.